# Filmregion Stockholm-Mälardalen
Filmregion Stockholm-Mälardalen är en regional samarbetsorganisation med parter inom offentlig och privat sektor för filmproduktionsutveckling grundad 1 juni 2007 med säte i Stockholm.
Mot bakgrund av att allt mer av svensk filmproduktion efterhand har förflyttats från Stockholmsregionen till Västra Götaland och Trollhättan via satsningen på Film i Väst, från cirka 90% till 20% av landets filmproduktion, och den allmänna satsningen på utveckling av regionala filmcentra i olika delar av Sverige, samt den ökande internationella konkurrensen gällande placering av utländska filmproduktioner, bildades 2004 den mindre regionala filmorganisationen Filmpool Stockholm för att utveckla och utreda en större satsning för att söka återta initiativet i utvecklingen. 2007 bildades så Filmpool Stockholm-Mälardalen som ett etablerat regionalt filmcentrum av Botkyrka kommun, Regionförbundet Örebro, Solna kommun och branschorganisationen Filmallians Stockholm-Mälardalen (FAS), ekonomisk förening. Sedan dess har fler kommuner anslutit: Gotland (genom Gotlands filmfond), Nyköping, Nynäshamn, Stockholm och Nacka, så verksamhetsområdet nu sträcker sig från Örebro i väster till Gotland i öster. Dessa utgör medlemmarna i den ekonomiska föreningen Filmregion Stockholm-Mälardalen, som driver och finansierar verksamhetsbolaget Filmregion Stockholm-Mälardalen AB. 2011 bytte man till det nuvarande namnet.
Organisationen bedriver allmänt informations-, utvecklings- och fortbildningsarbete, samt fungerar som medfinansiär i filmprojekt lokaliserade till regionen, samt driver Stockholm Film Commission med internationell inriktning för att locka utländska filmproduktioner och samarbeten till regionen. Den filmkommissionära verksamheten finansieras också av Stockholms stad och Stockholms läns landsting. 2011 integrerades även filmcentret Filmpool Mitt i Örebro som en del i organisationen och utgör lokalt kontor för verksamheten. Organisationen utgör också en av parterna i det landstäckande Sweden Film Commission. Den ursprunglige VD:n och drivande kraften Åke Lundström efterträddes från och med 2012 av Anette Mattsson.

## Filmallians Stockholm-Mälardalen (FAS)
Filmallians Stockholm-Mälardalen (FAS) är en ekonomisk förening och branschorganisation, bildad 2010 med säte i Stockholm. Alliansen förenar olika verksamhetsparter och kommersiella bolag inom filmproduktion lokaliserade till Stockholm-Mälardalens region och syftar till att företräda medlemmarnas intressen och medverka till att stärka filmproduktions-verksamheten och dess expansion inom regionen.